# Basket League 2024-2025
La Basket League 2024-2025 è stata l'85ª edizione del massimo campionato greco di pallacanestro maschile.

## Regular season
|     | Squadra        | G  | V  | P  | PF   | PS   | Diff. | Pt. | SD  | Qualificazione      |
| --- | -------------- | -- | -- | -- | ---- | ---- | ----- | --- | --- | ------------------- |
| 1.  | Panathīnaïkos  | 22 | 22 | 0  | 2065 | 1675 | +390  | 44  |     | Play-off            |
| 2.  | Olympiakos     | 22 | 20 | 2  | 1965 | 1617 | +348  | 42  |     | Play-off            |
| 3.  | AEK Atene      | 22 | 14 | 8  | 1871 | 1781 | +90   | 36  |     | Play-off            |
| 4.  | Promitheas     | 22 | 11 | 11 | 1790 | 1815 | -25   | 33  | +11 | Play-off            |
| 5.  | Karditsas      | 22 | 11 | 11 | 1683 | 1725 | -42   | 33  | -11 | Play-off            |
| 6.  | PAOK Salonicco | 22 | 10 | 12 | 1738 | 1810 | -72   | 32  |     | Play-off            |
| 7.  | Paniōnios      | 22 | 9  | 13 | 1696 | 1739 | -43   | 31  | +9  | Play-in             |
| 8.  | Aris Salonicco | 22 | 9  | 13 | 1699 | 1839 | -140  | 31  | -9  | Play-in             |
| 9.  | Peristeri      | 22 | 8  | 14 | 1677 | 1810 | -133  | 30  |     | Play-in             |
| 10. | Lavrio         | 22 | 7  | 15 | 1759 | 1873 | -114  | 29  |     | Play-in             |
| 11. | Kolossos Rodi  | 22 | 6  | 16 | 1720 | 1798 | -78   | 28  |     | Poule retrocessione |
| 12. | Maroussi       | 22 | 5  | 17 | 1705 | 1886 | -181  | 27  |     | Poule retrocessione |

## Play-in
La settima classificata incontrerà l'ottava, con la vincente che andrà ai play-off, mentre la nona classificata affronterà la decima, con la perdente che verrà eliminata. La perdente della sfida settima-ottava e la vincitrice della sfida nona-decima si incontreranno in una partita secca che determinerà l'ultima squadra qualificata per i playoff.

### Tabellone Play-in
|  |         |                |           |                |                |         |         |         |
|  | Play-In | Play-In        | Play-In   |                |                | #8 Seed | #8 Seed | #8 Seed |
|  | Play-In | Play-In        | Play-In   |                |                | #8 Seed | #8 Seed | #8 Seed |
|  |         |                |           |                |                |         |         |         |
|  |         |                |           |                |                |         |         |         |
|  | 7       | Paniōnios      | 92        |                |                |         |         |         |
|  | 7       | Paniōnios      | 92        |                |                |         |         |         |
|  | 8       | Aris Salonicco | 78        |                |                |         |         |         |
|  | 8       | Aris Salonicco | 78        |                |                |         |         |         |
|  |         |                |           | Aris Salonicco | Aris Salonicco | 78      |         |         |
|  |         |                |           | Aris Salonicco | Aris Salonicco | 78      |         |         |
|  |         |                | Peristeri | Peristeri      | 83             |         |         |         |
|  |         |                |           | Peristeri      | 83             |         |         |         |
|  | 9       | Peristeri      | 90        |                |                |         |         |         |
|  | 9       | Peristeri      | 90        |                |                |         |         |         |
|  | 10      | Lavrio         | 70        |                |                |         |         |         |
|  | 10      | Lavrio         | 70        |                |                |         |         |         |

## Playoff

### Tabellone
|  | Quarti di finale | Quarti di finale | Quarti di finale | Quarti di finale | Quarti di finale |  |  | Semifinali | Semifinali    | Semifinali    | Semifinali | Semifinali |    |    | Finale          | Finale          | Finale          | Finale          | Finale          | Finale          | Finale          |  |
|  |                  |                  |                  |                  |                  |  |  |            |               |               |            |            |    |    |                 |                 |                 |                 |                 |                 |                 |  |
|  | 1                | Panathīnaïkos    | Panathīnaïkos    | 88               | 97               |  |  |            |               |               |            |            |    |    |                 |                 |                 |                 |                 |                 |                 |  |
|  | 8                | Peristeri        | Peristeri        | 68               | 82               |  |  | 1          | Panathīnaïkos | Panathīnaïkos | 101        | 97         |    |    |                 |                 |                 |                 |                 |                 |                 |  |
|  | 4                | Promitheas       | 80               | 74               | 85               |  |  | 4          | Promitheas    | Promitheas    | 69         | 59         |    |    |                 |                 |                 |                 |                 |                 |                 |  |
|  | 5                | Karditsas        | 76               | 75               | 65               |  |  |            |               |               |            |            |    |    | 1               | Panathīnaïkos   | Panathīnaïkos   | 80              | 83              | 88              | 71              |  |
|  | 2                | Olympiakos       | Olympiakos       | 106              | 91               |  |  |            |               | 2             | Olympiakos | Olympiakos | 68 | 91 | 99              | 85              |                 |                 |                 |                 |                 |  |
|  | 7                | Paniōnios        | Paniōnios        | 67               | 85               |  |  | 2          | Olympiakos    | Olympiakos    | 87         | 90         |    |    |                 |                 |                 |                 |                 |                 |                 |  |
|  | 3                | AEK Atene        | 89               | 69               | 89               |  |  | 3          | AEK Atene     | AEK Atene     | 85         | 64         |    |    |                 |                 |                 |                 |                 |                 |                 |  |
|  | 6                | PAOK Salonicco   | 76               | 94               | 85               |  |  |            |               |               |            |            |    |    | Finale 3º posto | Finale 3º posto | Finale 3º posto | Finale 3º posto | Finale 3º posto | Finale 3º posto | Finale 3º posto |  |
|  |                  |                  |                  |                  |                  |  |  |            |               |               |            |            |    |    |                 |                 |                 |                 |                 |                 |                 |  |
|  |                  |                  |                  |                  |                  |  |  |            |               |               |            |            |    |    | 3               | AEK Atene       | AEK Atene       | AEK Atene       | AEK Atene       | AEK Atene       | 91              |  |
|  |                  |                  |                  |                  |                  |  |  |            |               |               |            |            |    |    | 4               | Promitheas      | Promitheas      | Promitheas      | Promitheas      | Promitheas      | 67              |  |

## Poule retrocessione
Le due squadre sconfitte nella fase play-in, insieme all'undicesima e alla dodicesima squadra nella classifica della stagione regolare, formeranno le quattro squadre dei play-out. Si disputerà un girone all'italiana, conservando i risultati della stagione regolare. La squadra classificata all'ultimo posto retrocede.

| Pos | Squadra                | G  | V  | P  | GF   | GS   | DG   | %    | Qualificazione o retrocessione |
| --- | ---------------------- | -- | -- | -- | ---- | ---- | ---- | ---- | ------------------------------ |
| 1   | Aris Midea             | 28 | 13 | 15 | 2232 | 2359 | −127 | ,464 |                                |
| 2   | Kolossos H Hotels Rodi | 28 | 10 | 18 | 2280 | 2289 | −9   | ,357 |                                |
| 3   | Maroussi               | 28 | 9  | 19 | 2239 | 2407 | −168 | ,321 |                                |
| 4   | Lavrio DHI             | 28 | 7  | 21 | 2215 | 2429 | −214 | ,250 | Rotrocessa in A2 Basket League |

## Poule classificazione
Le perdenti dei quarti di finale dei play-off proseguono le sfide per stilare le posizioni finali.
Il vincitore della sfida 5-6 si aggiudica il quinto posto. Il perdente della sfida 7–8 si aggiudica l'ottavo posto. Alla fine si affronteranno il perdente della partita 5-6 e il vincitore della partita 7-8: il vincitore si aggiudicherà il sesto posto, mentre il perdente si aggiudicherà il settimo.

### 5° posto
| Squadra 1 | Risultato | Squadra 2      |
| --------- | --------- | -------------- |
| Karditsas | 90 - 76   | PAOK Salonicco |

### 8° posto
| Squadra 1 | Risultato | Squadra 2 |
| --------- | --------- | --------- |
| Paniōnios | 102 - 93  | Peristeri |

### 6° posto
| Squadra 1      | Risultato | Squadra 2 |
| -------------- | --------- | --------- |
| PAOK Salonicco | 94 - 78   | Paniōnios |

## Premi e riconoscimenti
- A1 Ethniki MVP:  /  Aleksandăr Vezenkov, Olympiakos
- A1 Ethniki MVP finali:  /  Aleksandăr Vezenkov, Olympiakos
- A1 Ethniki allenatore dell'anno:  Massimo Cancellieri, PAOK Salonicco
- Quintetto ideale della A1 Ethniki:
  -  Kendrick Nunn, Panathīnaïkos
  -  Evan Fournier, Olympiakos
  -  Juancho Hernangómez, Panathīnaïkos
  -  /  Aleksandăr Vezenkov, Olympiakos
  -  Nikola Milutinov, Olympiakos